# Богородское (посёлок городского типа, Сергиево-Посадский район)
Богоро́дское — посёлок городского типа в Московской области России. Входит в Сергиево-Посадский городской округ.
Население — 9693 чел. (2024).

## География
Расположен в 27 км к северу от Сергиева Посада. Расстояние до ближайшей железнодорожной станции Бужаниново 14 км, однако сообщения с данной станцией нет. Ближайшая железнодорожная станция, доступная общественным транспортом — это Сергиев Посад.

## История
Село Богородское известно с середины XV века, когда принадлежало боярину Плещееву. В 1595 году перешло во владение Троице-Сергиева монастыря. Богородское издавна являлось центром кустарного производства деревянных игрушек. На базе этого промысла в 1960 году создана художественная фабрика, при которой существует музей игрушки.
В 1929—1939 годах Богородское — центр Богородского сельсовета. В 2006—2019 годах являлся центром городского поселения Богородское Сергиево-Посадского муниципального района.
В 2025 году рабочий посёлок преобразован в посёлок городского типа.

## Население
| 1859  | 1895  | 1905  | 1926  | 2002  | 2006  | 2009  | 2010  |
| ----- | ----- | ----- | ----- | ----- | ----- | ----- | ----- |
| 359   | ↗433  | ↗465  | ↗689  | ↗9352 | ↘9308 | ↗9791 | ↘9108 |
| 2012  | 2013  | 2014  | 2015  | 2016  | 2017  | 2018  | 2019  |
| ↗9152 | ↗9254 | ↘9200 | ↘9142 | ↘9056 | ↘8981 | ↘8937 | ↘8831 |
| 2020  | 2021  | 2023  | 2024  |       |       |       |       |
| ↘8782 | ↗9860 | ↘9772 | ↘9693 |       |       |       |       |

## Экономика
В 1980 в Богородском началось строительство Загорской ГАЭС мощностью 1200 МВт. В 1987 году запущен первый гидроагрегат, а в 2000 году — последний, шестой.
C 2007 года ведётся активное строительство ГАЭС-2.

## Транспорт
6 км от автотрассы Р104 (Сергиев Посад — Калязин — Рыбинск — Череповец). Пригородный автобус и маршрутное такси № 49 от Сергиева Посада, интервал движения 10—20 минут. Грузовая железнодорожная ветка от станции Наугольная.

## Культура

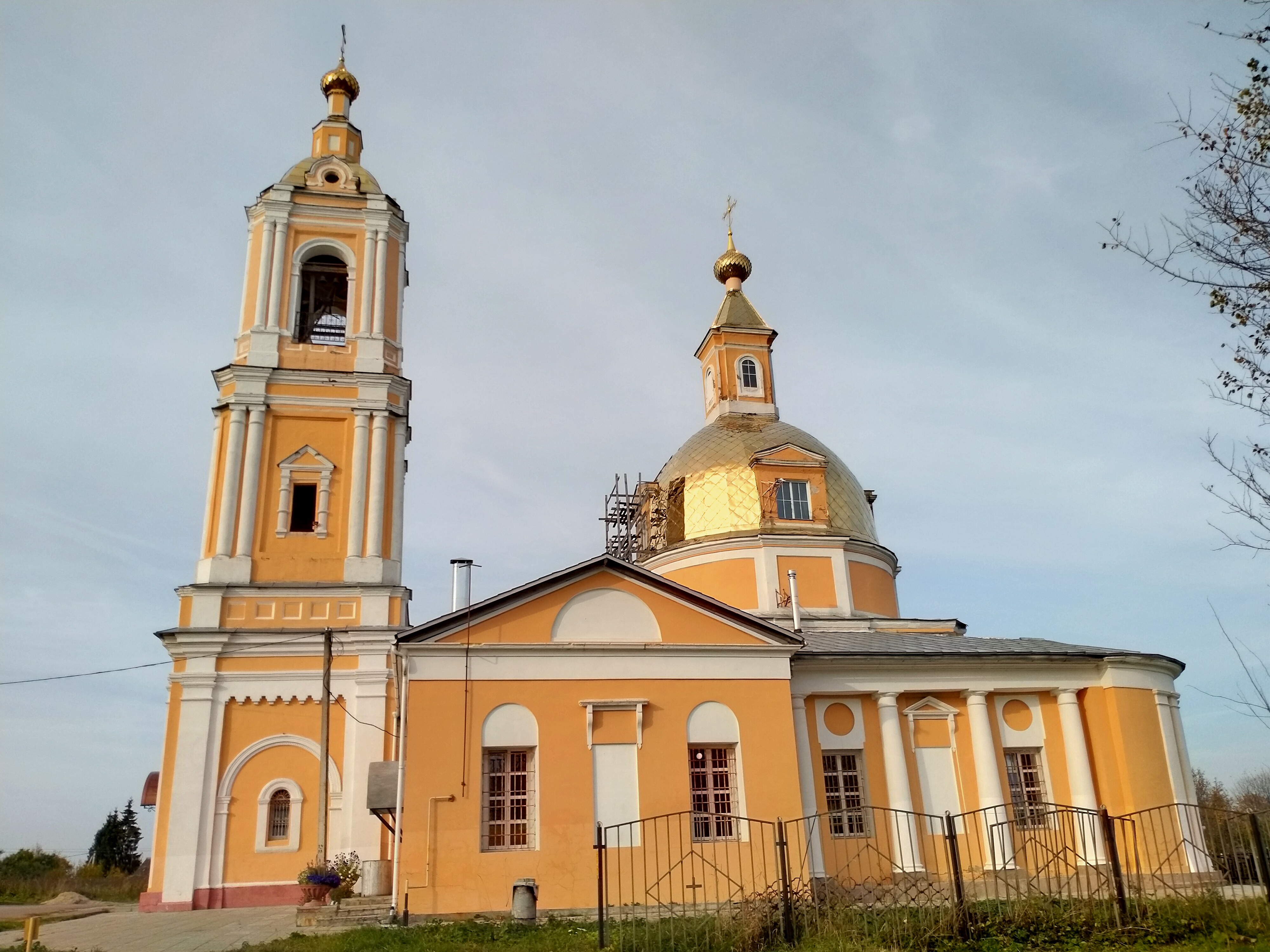
Эта Церковь Рождества Пресвятой Богородицы в с. Богородское (Сергиево- Посадский район, Московская обл.), но не в рабочем поселке Богородское.

В посёлке городского типа работает общеобразовательная школа № 28. При Богородской фабрике действует художественно-промышленный техникум.
В посёлке активно развивают спорт, особенно самбо, тхэквондо, баскетбол и многие другие виды, по которым спортсмены из Богородского занимают различные места на региональных соревнованиях. В посёлке действует современный бассейн, который посещают жители не только Богородского, но и многих окрестных населённых пунктов.

## Галерея

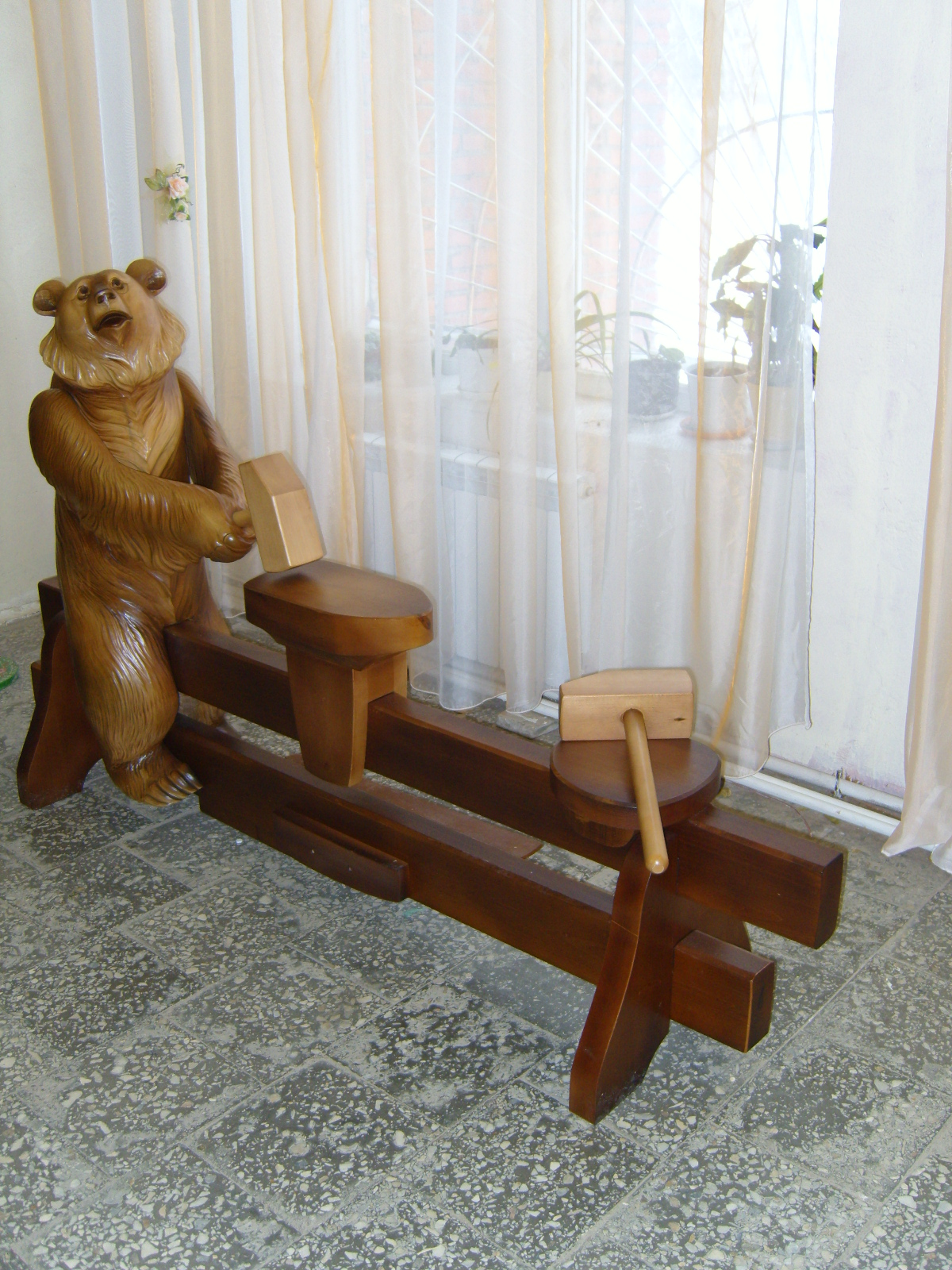
Медведь — символ богородской игрушки
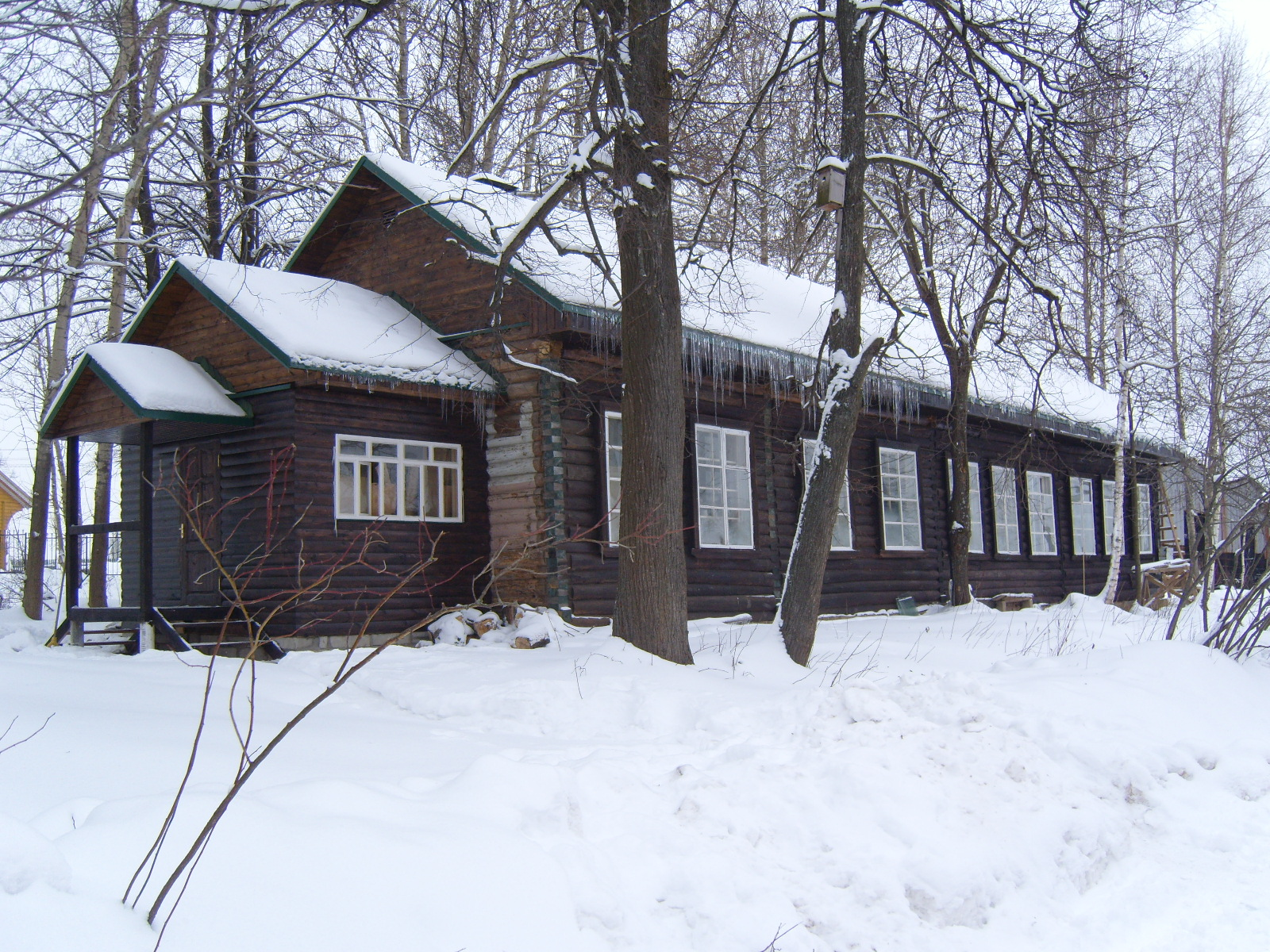
Здание на фабрике игрушек
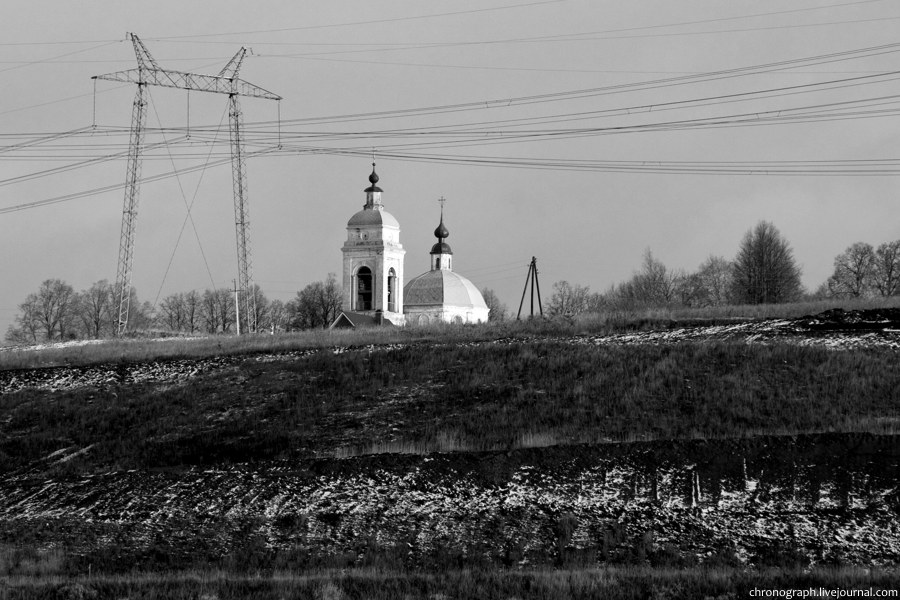
Храм села Выпуково